# Флаг Пироговского
Флаг городского поселения Пирого́вский Мытищинского муниципального района Московской области Российской Федерации — опознавательно-правовой знак, служащий официальным символом муниципального образования.
Утверждён 20 июля 2006 года и внесён в Государственный геральдический регистр Российской Федерации с присвоением регистрационного номера 2577.
1 марта 2012 года, решением Совета депутатов городского поселения Пироговский № 34/4, было утверждено новое положение о флаге городского поселения Пироговский. Рисунок флага и его описание были оставлены без изменений.
Составлен по правилам и соответствующим традициям вексиллологии и отражает исторические, культурные, общественные, национальные и другие местные традиции.

## Описание
Представляет собой прямоугольное белое полотнище с отношением ширины к длине 2:3, несущее вдоль древка голубую полосу, соединённую с двумя горизонтальными узкими полосами той же расцветки; при приближении к полосе узкие полосы дугообразно расширяются до соприкосновения с краем полотнища и друг другом; посередине полосы, примыкающей к древку, жёлтая стилизованная роза; верхняя узкая полоса изображена продетой в жёлтый сквозной ромб. Ширина полосы у древка (без примыкающих расширенных концов узких полос) — 2/9 длины полотнища. Белые участки посередине и чередующиеся с ними узкие полосы (без расширяющихся концов) соотносятся как 3,5:2:7:2:3,5.

## Обоснование символики
Разработан на основе герба, который языком символов и аллегорий отражает природные, исторические и культурные особенности региона.
Символика главной фигуры — голубого акведука многозначна:
- Композиция флага с акведуком, заимствованная из флага Мытищинского района, подчёркивает территориальное и историческое единство городского поселения и района, общность интересов.
- Акведук символизирует сложную систему канала имени Москвы, в которую входит ряд водохранилищ, обеспечивающих водоснабжение столицы.

На берегу Клязьмы расположен посёлок Пироговский — самый крупный населённый пункт и административный центр городского поселения Пироговский, аллегорически изображённый золотым ромбом — геральдическим веретеном, также символизирующее старейшее предприятие городского поселения — прядильно-ткацкую фабрику, основанную в XIX веке.
Природную символику флага подчёркивает белый цвет (серебро), символизирующий чистоту, совершенство, мир, взаимопонимание и синий цвет, символизирующий чистое небо, водные просторы, экологию.
На Пироговской земле находится один из известнейших центров художественных кустарных промыслов — село Жостово. Здесь с тридцатых годов XIX века развивается изготовление расписных лаковых подносов. Изображение на флаге золотой розы аллегорически указывает на старинное ремесло, прославившее местные земли по всему миру.
Жёлтый цвет (золото) символизирует богатство, стабильность, уважение, энергию, солнечное тепло.